# تشن زيهان
ولدت تشن زيهان في 2 أبريل 1978 باسم تشين شاشا، هي ممثلة صينية. تخرجت من أكاديمية بكين للأفلام . 

## تاريخ الميلاد
تشير غالبية المصادر إلى ان تاريخ ميلاد تشين هو في 2 أبريل 1978، يدعي البعض أنها ولدت في 2 أبريل 1975.  

## روابط خارجية
- تشن زيهان على موقع IMDb (الإنجليزية)
- تشن زيهان على موقع قاعدة بيانات الفيلم (الإنجليزية)